# Bocchoropsis
Bocchoropsis là một chi bướm đêm thuộc họ Crambidae.

## Các loài
- Bocchoropsis pharaxalis (Druce, 1895)
- Bocchoropsis plenilinealis (Dyar, 1917)